# Per-Olof Palm
Per-Olof Ivarsson Palm, känd som  Pelle Palm, född 8 oktober 1931 i Stockholm, död 12 juni 2009, var en svensk zoolog och populärvetenskaplig författare, samt chef för zoologiska avdelningen på Skansen 1974-1996.

## Biografi
Palm föddes 1931 i Stockholm, och var son till  direktör Ivar Palm och Annie Palm, född Hellberg. Han arbetade som biologilärare i zoologi och ekologi på Stockholms universitet 1958–1974, blev 1972 filosofie licentiat på rävar vid zoologiska institutionen på Stockholms universitet och efterträdde 1975 Kai Curry-Lindahl som Skansens djurchef, som 1:e intendent för Skansens på nyårsdagen 1975 nybildade zoologiska avdelning fram till sin pensionering 1996, när han efterträddes som chef för djuravdelningen av Bengt Rosén.
Palm var också populärvetenskaplig författare och föredragshållare samt sedan 1970 panelmedlem och återkommande expert i radio- och TV-programmet Naturväktarna.
Palms specialintresse var fåglar och särskilt gäss, och han ingick i ledningsgruppen för Projekt Fjällgås, vilket var fokuserat på att låta ägg från fjällgås kläckas i bon av vitkindad gås och som startade med ett bestånd på Skansen.  Därifrån spred sig sedan arten till kusten, och är idag spridd i stora delar av Sveriges kusttrakter. 
Palm var stambokförare för varg i svenska djurparker och medlem i Projekt Varg i Sverige, en arbetsgrupp som startades 1971 av Naturskyddsföreningen i syfte att bevara den skandinaviska vargstammen, och via ett avelsprojekt planetar ut vargar i det vilda i Sverige.
1990 grundades Svenska Djurparksföreningen med Palm som initiativtagare och dess första ordförande.
Pelle Palm avled 2009.

## Familj
Pelle Palm gifte sig 1959 med filosofie kandidat Irmgard Holst, född 1933 och dotter till intendent Gunnar Holst och Tona Saum.